# 竹田市立下竹田小学校
竹田市立下竹田小学校（たけたしりつ しもたけたしょうがっこう）は、かつて大分県竹田市直入町大字上田北にあった公立小学校。

## 概要
1872年（明治5年）に設立された杉台学校及び船川学校を源流とする長い歴史を有する小学校であったが、2007年（平成19年）3月31日に閉校し、本校と竹田市立長湯小学校とを統合した竹田市立直入小学校が同年4月1日に開校した。
閉校後の校舎は、2010年（平成22年）4月8日から、大分県立芸術文化短期大学の竹田キャンパスとして利用されている。
また、1999年（平成11年）に旧直入町が本校の敷地内で飲料水用のボーリングを行ったところ、温泉が湧出。下竹田小学校ではプールに温泉を引き込んで利用していた。泉質は弱アルカリ性単純温泉で、湧出量は毎分11リットル、湯温26.2度。竹田市では、閉校後の2014年（平成26年）6月に、この温泉を利用した事業案を募集している。

## 沿革
- 1872年（明治5年） - 上田北に杉台学校、下田北に船川学校設置[4]。
- 1908年（明治41年） - 両校舎が合併し、下竹田尋常高等小学校に改称。
- 1941年（昭和16年） - 下竹田村国民学校に改称。
- 1947年（昭和22年） - 新学制により下竹田小学校に改称。
- 1954年（昭和29年） - 直入町立下竹田小学校に改称。
- 1964年（昭和39年） - 新校舎落成。
- 1975年（昭和50年） - プール落成。
- 1987年（昭和62年） - 新校舎落成。
- 2001年（平成13年） - プール全面改修。
- 2005年（平成19年） - 直入町が新設合併により竹田市の一部となり、竹田市立下竹田小学校に改称。
- 2007年（平成19年）
  - 3月24日 - 閉校記念式典挙行。
  - 3月31日 - 閉校。